# Sistema de luces de aproximación
El sistema de luces de aproximación o ALS (del inglés: Approach Lighting System) es un sistema de iluminación instalado en la aproximación final de la pista de aterrizaje de un aeropuerto. Consiste en una serie de luces blancas, pudiendo ser focos, barras de luces y luces estroboscópicas que se extienden hacia fuera desde el extremo de pista. El sistema de luces de aproximación generalmente funciona en pistas de aterrizaje que permiten operar con el procedimiento de aproximación por instrumentos (IAP), permitiendo al piloto la identificación visual del entorno, para que de este modo, pueda alinear la aeronave con la pista y con la senda de aterrizaje.

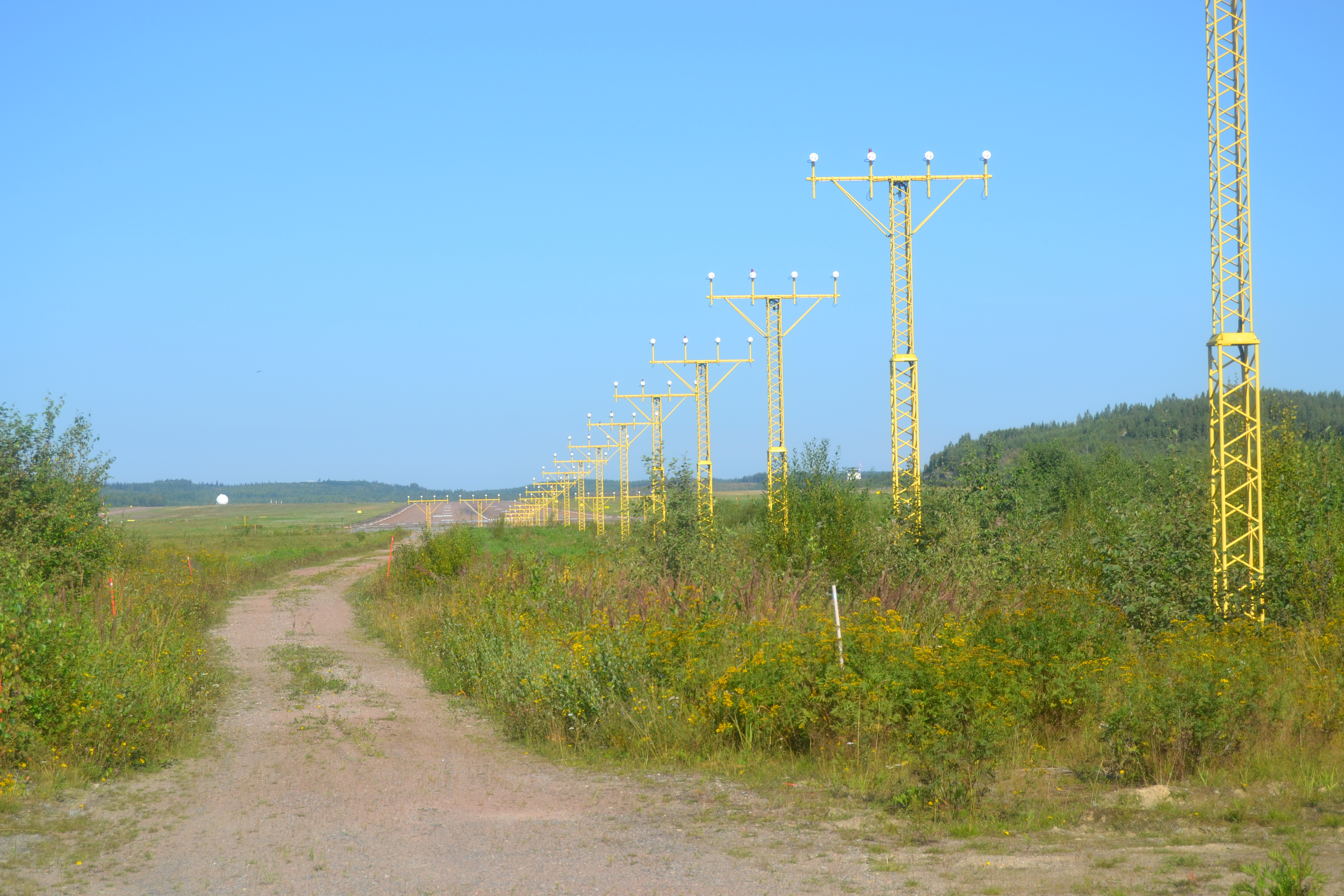
Luces de aproximación en el Aeropuerto de Jyväskylä, Finlandia

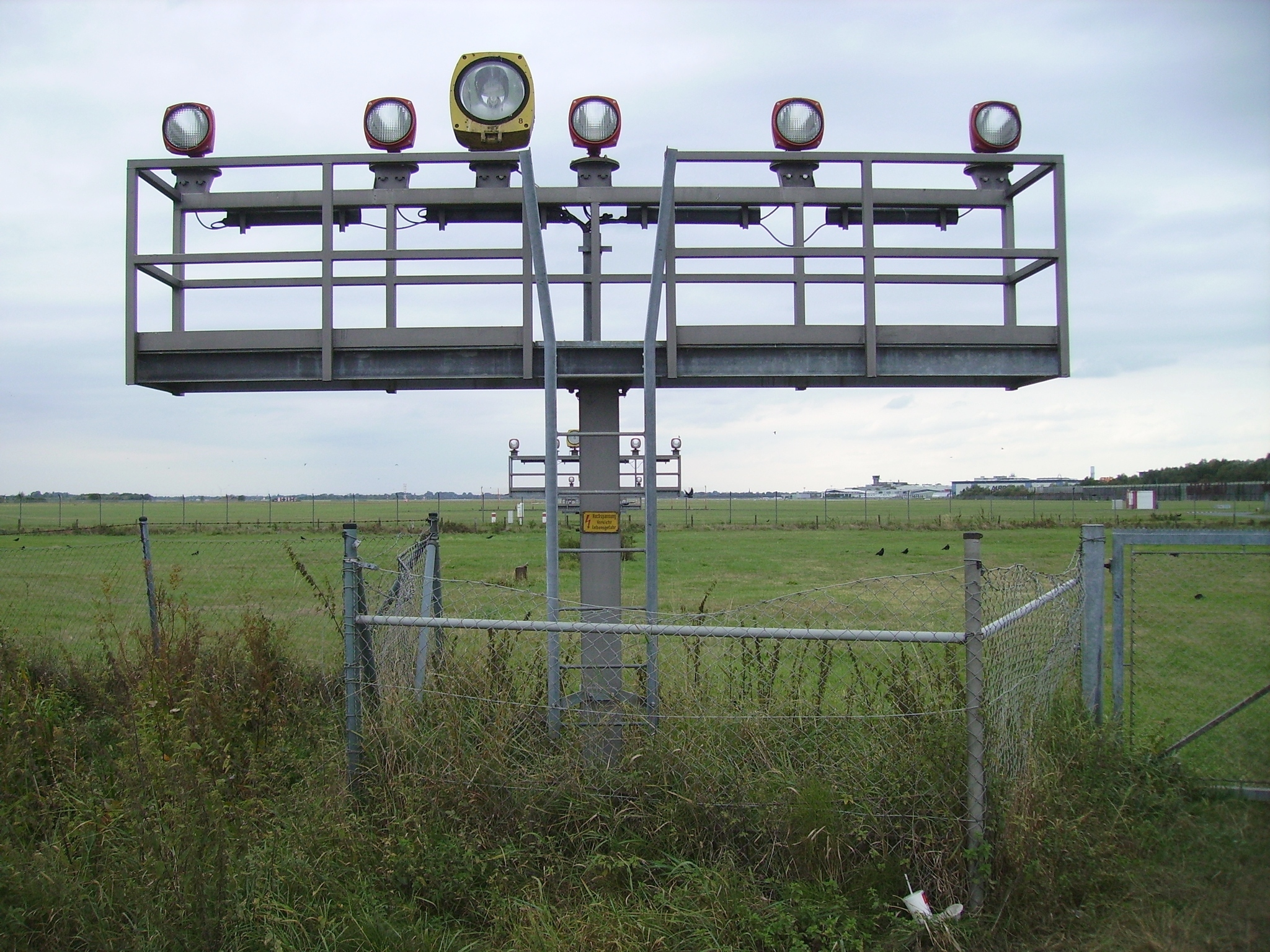
El sistema de iluminación de aproximación del aeropuerto de Bremen

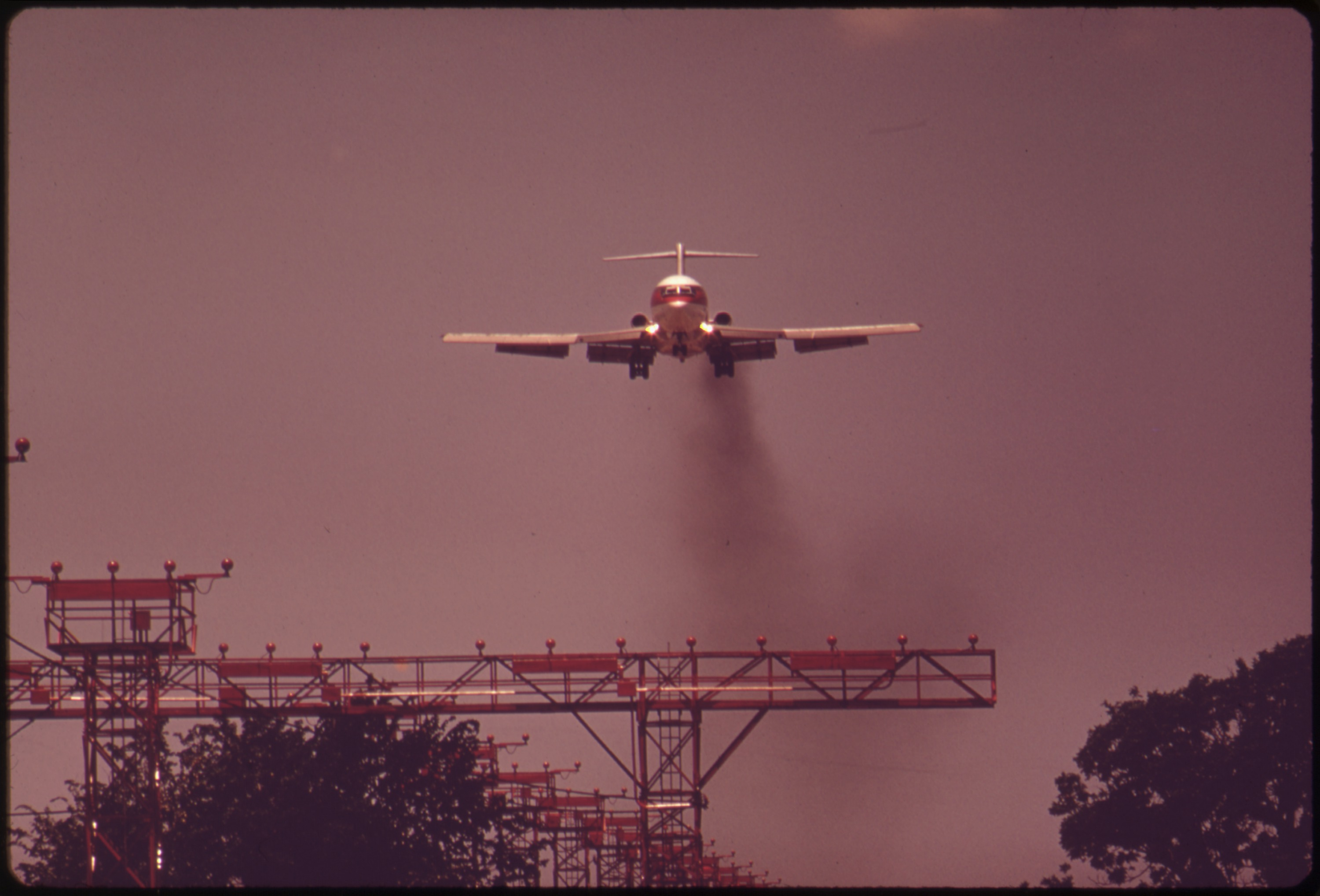
Iluminación de aproximación en Love Field, Dallas

Los sistemas de iluminación de aproximación modernos tienen un diseño muy complejo y mejoran significativamente la seguridad de las operaciones aéreas, especialmente en condiciones de visibilidad reducida.

## Historia
Después de la Segunda Guerra Mundial, la Marina de los Estados Unidos y United Airlines trabajaron juntas en varios métodos en la Estación Experimental de Ayudas al Aterrizaje de la Marina de los Estados Unidos ubicada en el Aeropuerto de Arcata-Eureka, base aérea de California, para permitir que los aviones aterricen de manera segura durante la noche y en condiciones climáticas de visibilidad cero ya fuera lluvia o niebla espesa. El predecesor del ALS moderno de hoy, aunque deficiente, tenía lo básico: un enfoque visual de 3500 pies de 38 torres, con 17 a cada lado, y encima de cada torre de 75 pies de altura una luz de gas natural de 5000 vatios.
Después del desarrollo de las torres iluminadas por parte de la Marina de los Estados Unidos, no pasó mucho tiempo antes de que las luces de gas natural fueran reemplazadas por luces estroboscópicas más eficientes y brillantes, entonces llamadas luces estroboscópicas. El primer gran aeropuerto comercial que instaló una ruta de aproximación visual ALS con luz estroboscópica fue el Aeropuerto Internacional John F. Kennedy de la ciudad de Nueva York alrededor de 1956. Pronto otros aeropuertos grandes instalaron sistemas ALS de luz estroboscópica.

## Funcionamiento
Las visibilidades mínimas requeridas para las aproximaciones por instrumentos están influenciadas por la presencia y el tipo de sistema de iluminación de aproximación. En los Estados Unidos, una aproximación ILS CAT I sin luces de aproximación tendrá una visibilidad mínima requerida de 3/4 de milla, o 4000 pies de alcance visual en la pista. Con un sistema de luces de aproximación de 1400 pies o más, la visibilidad potencial mínima podría reducirse a 1/2 milla (rango visual de pista de 2400), y la presencia de luces de zona de toma de contacto y de línea central con un sistema de luces de aproximación adecuado podría reducir aún más la visibilidad. a 3/8 de milla (rango visual en la pista de 1800 pies).
La iluminación de la pista está controlada por la torre de control del tráfico aéreo. En los aeropuertos sin torres, se puede instalar la iluminación controlada por el piloto, y que el piloto puede encender por radio. En ambos casos, el brillo de las luces se puede ajustar para funcionamiento diurno y nocturno.
La percepción de la profundidad no funciona a las distancias que normalmente implica el vuelo de aviones, por lo que un piloto debe juzgar la posición y la distancia de una pista con respecto a un avión utilizando únicamente señales bidimensionales como la perspectiva, así como el tamaño angular y el movimiento; dentro del campo visual. Los sistemas de iluminación de aproximación proporcionan señales adicionales que tienen una relación conocida con la pista y ayudan a los pilotos a juzgar la distancia y la alineación para el aterrizaje.

## Señal de decisión
Todos los sistemas de iluminación de aproximación en los Estados Unidos utilizan una función llamada barra de decisión o Señal de decisión. Las barras de decisión siempre están ubicadas a 1000 pies del umbral en la dirección de la aeronave que llega y sirven como un horizonte visible para facilitar la transición del vuelo por instrumentos al vuelo visual.
Los sistemas de iluminación de aproximación están diseñados para permitir al piloto identificar rápida y positivamente distancias de visibilidad en condiciones meteorológicas instrumentales. Por ejemplo, si la aeronave está en el marcador del medio y el marcador del medio está ubicado a 3600 pies del umbral, la barra de decisión está 2600 pies más adelante. Si el procedimiento requiere al menos media milla terrestre de visibilidad de vuelo (aproximadamente 2600 pies), detectar la barra de decisión en el marcador indicaría suficiente visibilidad de vuelo para continuar con el procedimiento.
Las barras más cortas antes y después de la barra de decisión están espaciadas a 100 o 200 pies, según el tipo de ALS. El número de barras cortas que el piloto puede ver se puede utilizar para determinar el vuelo.

## Configuraciones
Varias configuraciones de ALS están reconocidas por la Organización de Aviación Civil Internacional (OACI). En algunos aeropuertos se instalan configuraciones ALS no estándar. Normalmente, los sistemas de iluminación de aproximación son de alta intensidad. Muchos sistemas de iluminación de aproximación también se complementan con varios sistemas de iluminación en la pista, como luces identificadoras de fin de pista (REIL), luces de zona de aterrizaje (TDZL) y luces de pista de alta intensidad (HIRL). Las configuraciones más comunes del sistema de luces de aproximación incluyen las siguientes:
| Código        | Descripción |
| ------------- | --- |
| ALSF-1        | Sistema de iluminación de aproximación con configuración de luces intermitentes secuenciales 1 |
| ALSF-2        | Sistema de iluminación de aproximación con luces intermitentes secuenciadas configuración 2 |
| MALS          | Sistema de iluminación de aproximación de intensidad media |
| MALSF         | Sistema de iluminación de aproximación de intensidad media con luces intermitentes secuenciadas |
| MALSR         | Sistema de iluminación de aproximación de intensidad media con luces indicadoras de alineación de pista |
| SALS          | Sistema de iluminación de aproximación corta |
| SALSF         | Sistema de iluminación de aproximación corta con luces intermitentes secuenciadas |
| SSALS         | Sistema de iluminación de aproximación simplificada corta |
| SSALF         | Sistema de iluminación de aproximación simplificada corta con luces intermitentes secuenciadas |
| SSALR         | El sistema de iluminación de aproximación simplificada corta con luces indicadoras de alineación de pista puede funcionar como un subsistema del ALSF-2 durante condiciones climáticas favorables.                     |
| ODALS         | Sistema de iluminación de aproximación omnidireccional |
| HALS          | Sistema de iluminación de aproximación de helicópteros |
| LDIN          | El sistema de iluminación de entrada proporciona orientación a lo largo de una trayectoria de aproximación que no está alineada con la pista para el "enfoque Canarsie" en el Aeropuerto Internacional John F. Kennedy |
| NATO Standard | Sistema de iluminación de aproximación similar al sistema Calvert I que se encuentra en aeropuertos militares, principalmente en los Estados miembros de la OTAN.                                                      |
| Calvert I     | Sistema de iluminación de aproximación de categoría I británico compatible con la OACI |
| Calvert II    | Sistema británico de iluminación de aproximación de categoría II que cumple con la OACI |

En configuraciones que incluyen luces intermitentes secuenciadas, las luces suelen ser luces estroboscópicas montadas frente a la pista en su línea central extendida. Estas luces parpadean en secuencia, generalmente a una velocidad de dos secuencias consecutivas por segundo, comenzando con la luz más distante de la pista y terminando en la barra de decisión. Las luces indicadoras de alineación de pista (RAIL) son similares a las luces intermitentes secuenciales, excepto que terminan donde comienza la iluminación fija de aproximación. 
Las luces intermitentes secuenciadas y el RAIL no se extienden más allá de la barra de decisión para evitar distraer al piloto durante la fase crítica de transición del vuelo por instrumentos al vuelo visual. Las luces intermitentes secuenciadas a veces se denominan coloquialmente "rabbit" o "running rabbit".